# آرثر غيلكريست برودور
آرثر غيلكريست برودور (بالإنجليزية: Arthur Gilchrist Brodeur)‏ (18 سبتمبر 1888، فرانكلين في الولايات المتحدة - 9 سبتمبر 1971)؛ مترجم وروائي أمريكي. درس في جامعة هارفارد.

## الجوائز
- زمالة غوغنهايم